# Mariä Himmelfahrt (Kippenhausen)

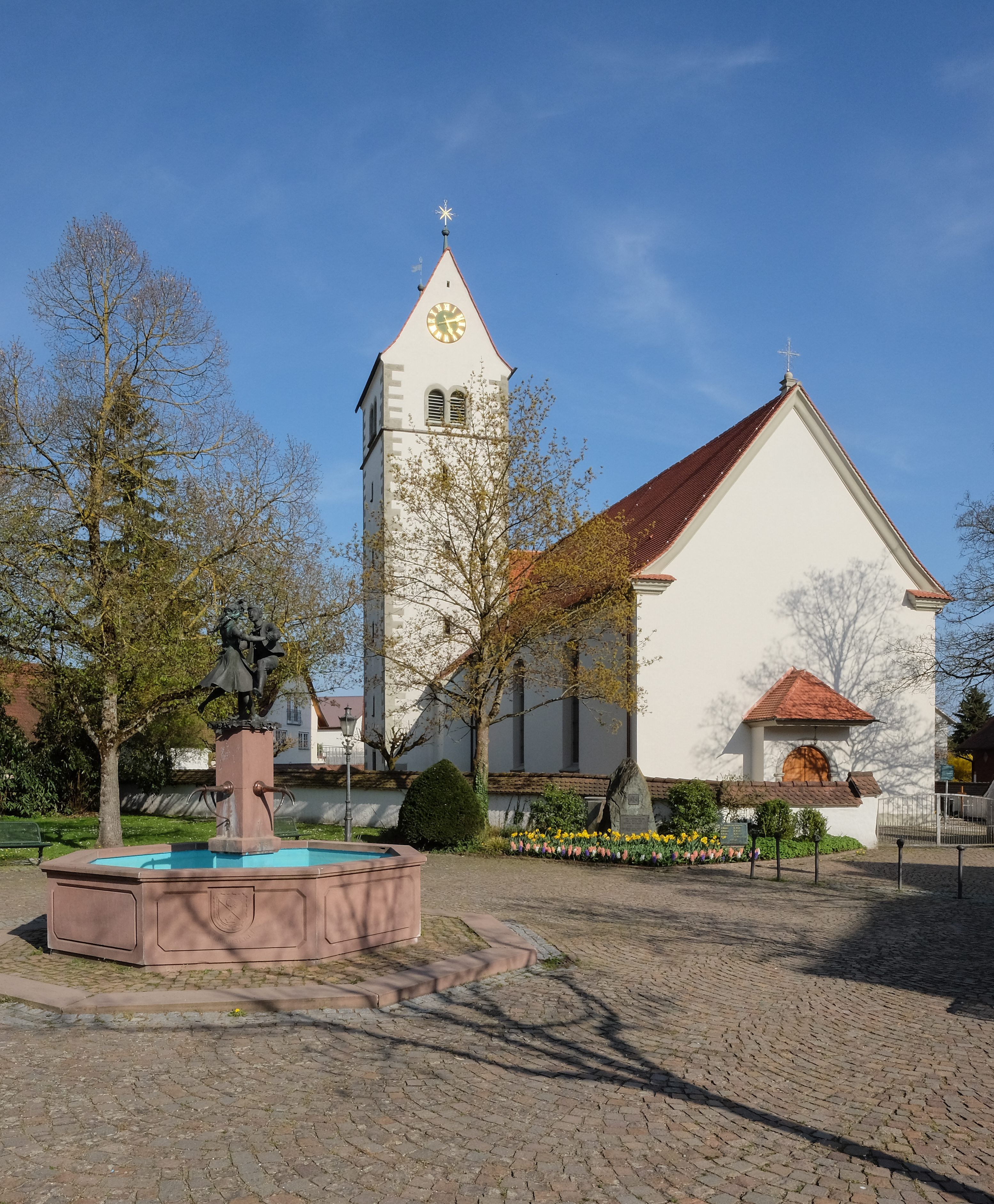
Mariä Himmelfahrt in Kippenhausen

Die römisch-katholische Pfarrkirche Mariä Himmelfahrt steht in Kippenhausen, einem Gemeindeteil von Immenstaad am Bodensee im Bodenseekreis in Baden-Württemberg. Die Kirchengemeinde gehört zum Erzbistum Freiburg. Das Bauwerk ist beim Landesamt für Denkmalpflege Baden-Württemberg als Baudenkmal eingetragen.

## Beschreibung
Die im Kern spätmittelalterliche Saalkirche wurde 1710 unter dem Abt der Abtei Weingarten umgebaut. Sie besteht aus einem Langhaus, einem eingezogenen, dreiseitig geschlossenen Chor im Osten und einem Chorflankenturm an dessen Nordwand, in dessen Giebel sich die Zifferblätter der Turmuhr befinden. Sein oberstes Geschoss beherbergt hinter den als Biforien gestalteten Klangarkaden den Glockenstuhl, in dem vier Kirchenglocken hängen. Im Innenraum sind das Langhaus und der Chor durch einen Triumphbogen getrennt. Zur Kirchenausstattung gehört ein Hochaltar von 1710, in dessen Altarretabel die Trinität dargestellt ist. Die Orgel wurde 1992 als Opus 12 von der Orgelbauwerkstatt Harald Rapp gebaut.